# 李振钧 (滨县知事)
李振钧（1878年—？），字澥荃，道名智真，安徽合肥人，1917年任山东省滨县知事，曾参与创建民间宗教道院。

## 生平
李振钧是安徽省合肥县人，出生于1878年，早年曾留学日本，曾担任交通部铁路高级职员。民国建立后，曾担任知府知事、胶东海关监督、国会众议院议员、护法国会众议院议员等职务。
1917年，原滨县知事吴福森调任长清县，李振钧继任为滨县知事，原由吴福森主持的滨县大仙祠乩坛，即民间宗教组织道院的前身“滨坛”，改由李振钧主持:48。1920年，李振钧到济南，加入原“滨坛”成员刘绍基在济南开办的乩坛，即“济坛”。济坛并不常设，扶乩活动无固定日期，扶乩者也不固定，一般由洪士陶担任侍正，刘绍基、李振钧担任副手:50。
1921年，济坛坛址迁至济南上新街，定名济南道院:66，道院最高组织是统院，统院下分设坐院、坛院、经院、慈院、宣院等五院，李振钧与杨庸厚任慈院人职附掌籍:67。
1922年，李振钧在旧国会友人的帮助下在安徽合肥设立合肥道院，出任代统掌，为实际负责人。合肥道院筹建之初在东大街德和庆钱庄后进三间厢房内，后因信徒增多，搬迁至县桥西通王体之的市房（合肥县惠政桥北首）。数年后又迁移至南门龚大房（今合肥市第八中学）。
1927年6月，李振均和刘绍基、張偉齋等筹建滨县道院，8月成立后在滨县道院筹建宗坛。8月29日，宗坛在县城东街教育局新房开幕。其后，李振钧等人又在滨县县城东南隅购置一百多亩地兴建正式的宗坛:86。宗坛的设立，被认为是刘绍基、李振钧等原“滨坛”主要人员对道院权力分配不满，而对道院原有架构进行的挑战。

## 备注
1. ↑  一说字海荃[1]